# Стамора-Ромине
Стамора-Ромине (рум. Stamora Română) — село у повіті Тіміш в Румунії. Входить до складу комуни Сакошу-Турческ.
Село розташоване на відстані 391 км на захід від Бухареста, 21 км на південний схід від Тімішоари.

## Населення
За даними перепису населення 2002 року у селі проживали 330 осіб, з них 325 осіб (98,5%) румунів. Рідною мовою 327 осіб (99,1%) назвали румунську.